# Veronika Skuplik
Veronika Skuplik (* 1964) ist eine deutsche Violinistin und Dirigentin im Bereich Historische Aufführungspraxis.

## Leben
Veronika Skuplik begann im Alter von 9 Jahren mit dem Erlernen der Violine. In ihrer Jugend war ihr das Chorsingen eine musikalisch prägende Erfahrung. Musikstudien begann sie an der Folkwang Hochschule Essen und bei Thomas Albert an der Akademie für Alte Musik (jetzt Hochschule für Künste Bremen). 1991 erhielt sie dort ihr Diplom im Hauptfach Barockvioline. Anschließend studierte sie in Münster einige Semester Germanistik, Musikwissenschaften und Pädagogik.
Veronika Skuplik ist hauptsächlich in solistisch besetzten Ensembles, wie dem „Concerto Palatino“, dem „Ensemble Movimento“, „L'Arpeggiata“ und „Cantus Cölln“ aktiv. Als Konzertmeisterin oder musikalische Leiterin tritt sie mit den Ensembles „La Stravaganza Köln“, der „Holland Baroque Society“, mit dem „Cleveland Baroque Orchestra“ (2011) oder den Bremer Barocksolisten in Erscheinung. Ihre Vorliebe gilt dem Repertoire des 17. Jahrhunderts. Konzerttourneen und Aufnahmen führten die in Oldenburg lebende Veronika Skuplik durch ganz Europa, Israel und in die USA. 2011 war Veronika Skuplik  „Artist in Residence“ beim  „Festival Oude Muziek“ in Utrecht und 2012 beim „Festivalul de Muzică Veche“ in Timișoara.
Veronika Skuplik ist seit 1997 Dozentin für Barockvioline an der Hochschule für Künste Bremen, ferner unterrichtete sie an der Carl von Ossietzky Universität Oldenburg, sie leitete Meisterkurse und Orchesterprojekte an den Musikhochschulen von Utrecht und Malmö, sowie in Madison und Oberlin (USA). Sie beschäftigt sich ebenfalls mit der Einstudierung barocker und klassischer Werke mit modernen Orchestern unter den Aspekten der Historischen Aufführungspraxis.

## Aufnahmen
Ihre Diskografie umfasst rund 70 CDs bei den Labels Teldec, Alpha, Harmonia Mundi France, Ramée, Carus, CPO u. a. Für Chrismon produzierte Veronika Skuplik 2008 mit dem Ensemble Chelycus eine CD zum Thema Wie schön leuchtet der Morgenstern. 2014 erschien beim Label fra bernardo ihre erste Solo-CD VIOLINO mit anonymen österreichischen Violinsonaten aus der Zeit um 1680.